# مولایتیوو
مولایتیوو (به لاتین: Mullaitivu) یک شهر در سری‌لانکا است که در ناحیه مولایتیوو واقع شده‌است.

## نگارخانه

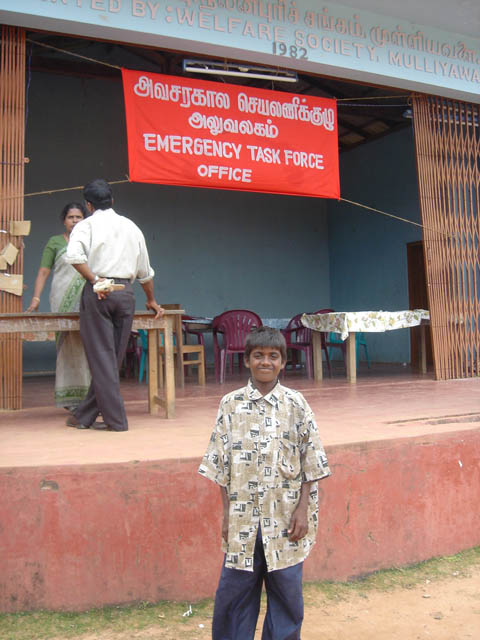
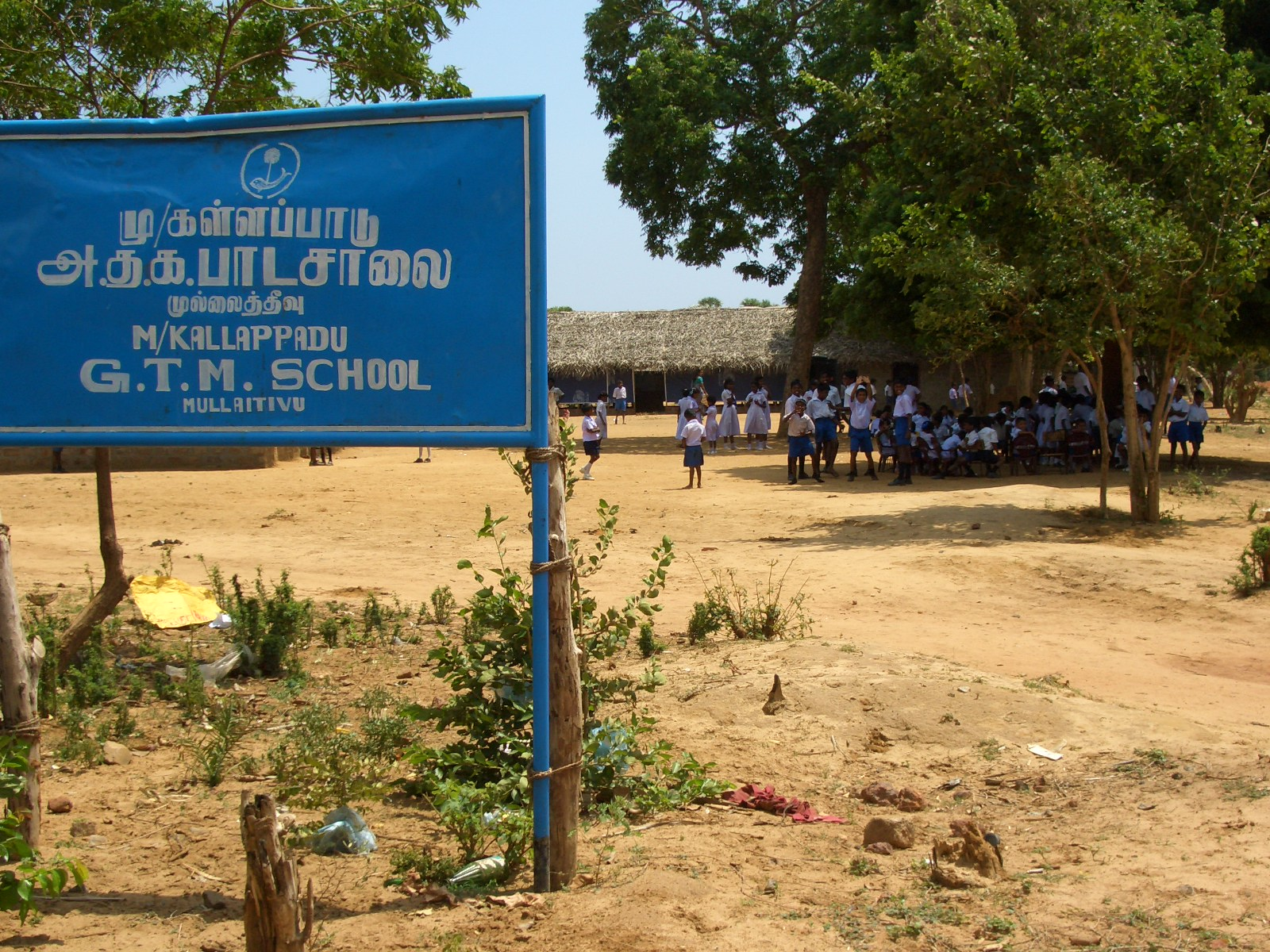
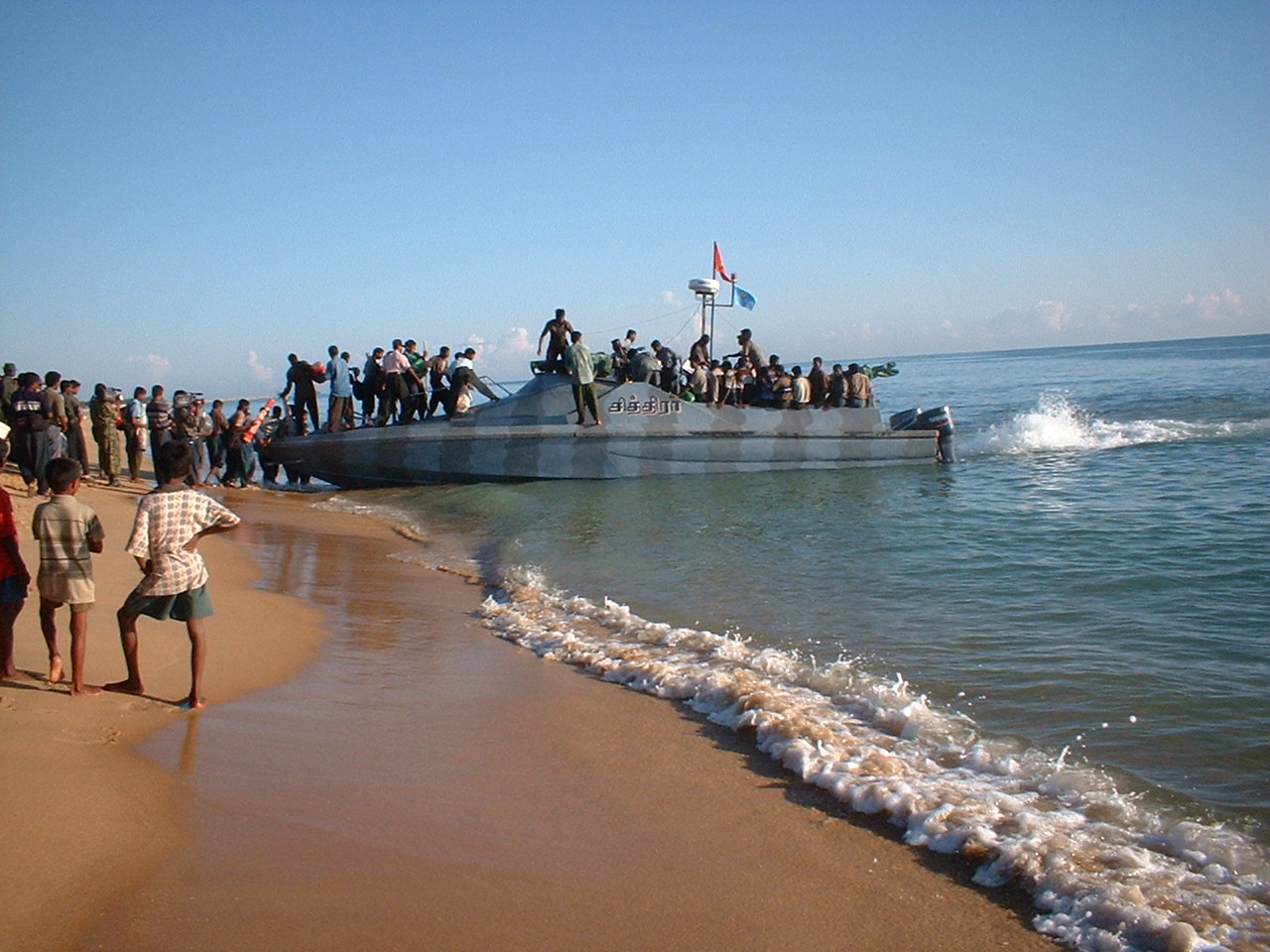
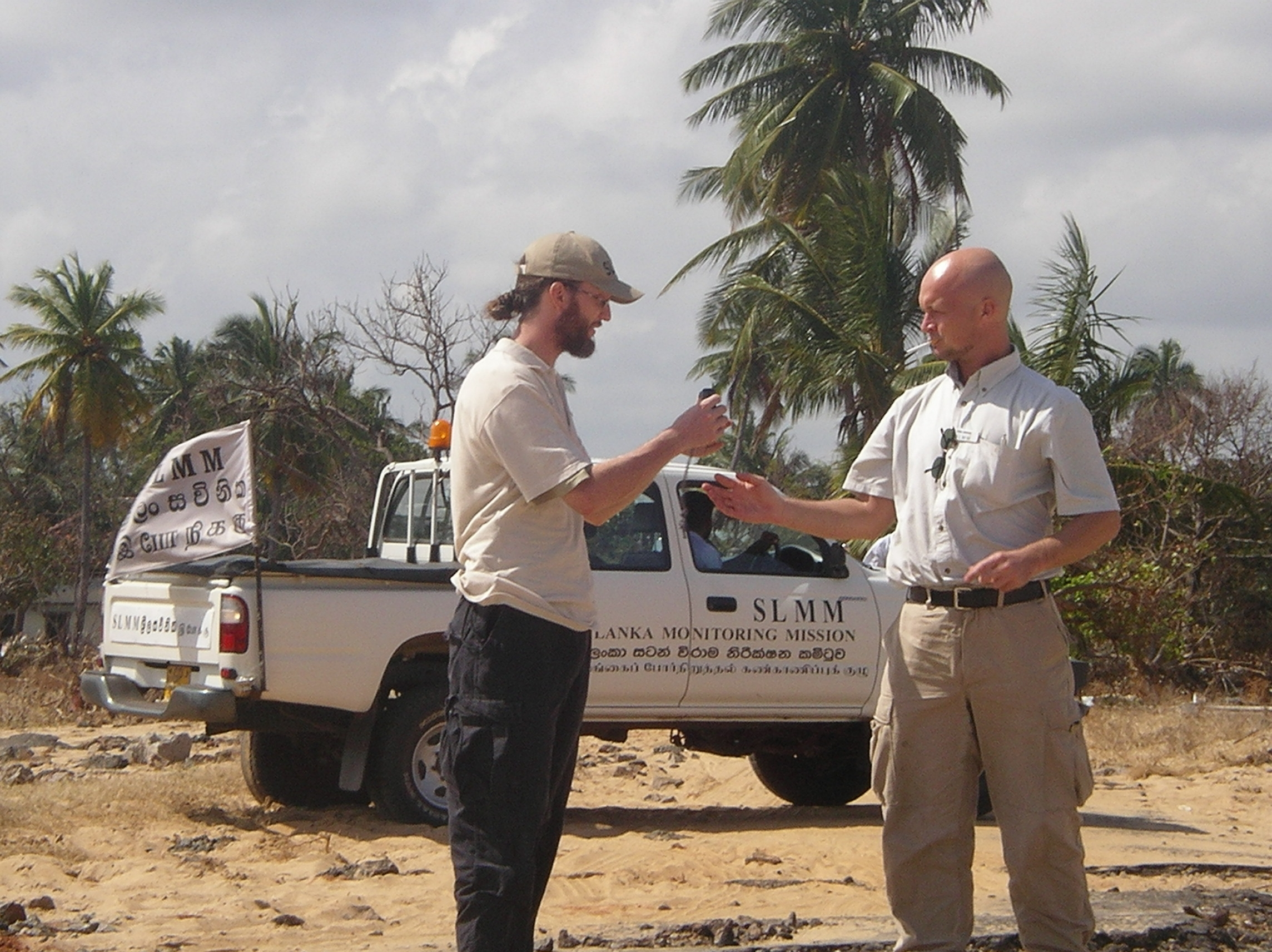

## خصوصیات
مولایتیوو ۳۷٬۳۳۹ نفر جمعیت دارد.